# Выборы губернатора Красноярского края (2018)
Досрочные выборы губернатора Красноярского края прошли 9 сентября 2018 года в единый день голосования. По результатам голосования победу одержал временно исполняющий обязанности губернатора Александр Усс.

## Предшествующие события
27 сентября 2017 года действующий губернатор Виктор Толоконский объявил о своём уходе. 29 сентября Владимир Путин принял отставку Толоконского по собственному желанию и назначил временно исполняющим обязанности губернатора спикера законодательного собрания края Александра Усса. Новый губернатор подтвердил своё участие в предстоящих выборах. Для него это второй опыт участия: в 2002 году он вышел во второй тур выборов губернатора Красноярского края, где проиграл Александру Хлопонину, набрав 41,83 % голосов.

## Процедура
Губернатор Красноярского края избирается гражданами Российской Федерации на основе всеобщего равного и прямого избирательного права при тайном голосовании. Численность избирателей, зарегистрированных на территории Красноярского края, на 1 января 2018 года составила 2 050 793 человек.
Кандидат на пост губернатора должен быть старше 30 лет и выдвинут от политической партии (сам он может быть беспартийным или членом партии). Также кандидат должен пройти муниципальный фильтр, то есть собрать необходимое количество подписей муниципальных депутатов в поддержку своего выдвижения.

### Муниципальный фильтр
Депутаты представительных органов и (или) избранные главы муниципальных образований 310 голосов (5 %);
Депутаты представительных органов и (или) избранные главы муниципальных районов и городских округов 65 голосов (5%);
Муниципальные районы и городские округа 46 голосов  (75%).

## Агитационные материалы кандидатов
07 августа 2018 года в Избирательной комиссии Красноярского края  состоялась жеребьевка по распределению бесплатной печатной площади в региональных государственных периодических печатных изданиях и бесплатного эфирного времени в региональных государственных организациях телевизионного и радиовещания  для кандидатов в Губернаторы края.
В жеребьевке приняли участие кандидаты в Губернаторы или их представители, а также  представители всех региональных государственных СМИ.
Рабочая группа Избирательной комиссии края  методом жеребьевки распределила между кандидатами бесплатные печатные площади в 46 региональных государственных газетах, а также по 90 минут эфирного времени в будние дни с 13 августа по 7 сентября для совместных агитационных мероприятий (дебатов) кандидатов на каждом из следующих государственных телеканалах и радиоканалах:
- краевой телеканал «Енисей» в г. Красноярске;
- телеканал «Россия-1»  в г. Красноярске, г. Норильске, г. Дудинке;
- телеканал «Россия-24» в г. Красноярске, г. Норильске;
- радиоканал «Маяк» в Красноярске;
- радиоканал «Радио России» в г. Красноярске, г.  Норильске, г. Дудинке.
Решением Избирательной комиссии Красноярского края от 8 августа 2018 года № 81/786-7 был утверждён Протокол результатов жеребьевки по определению дат публикации предвыборных агитационных материалов  зарегистрированных кандидатов на должность Губернатора Красноярского края на безвозмездной основе:
| Наименование периодического печатного издания | Фамилия, имя и отчество зарегистрированного кандидата на должность Губернатора Красноярского края, дата выхода газеты и номер страницы на которой размещены агитационные материалы | Фамилия, имя и отчество зарегистрированного кандидата на должность Губернатора Красноярского края, дата выхода газеты и номер страницы на которой размещены агитационные материалы | Фамилия, имя и отчество зарегистрированного кандидата на должность Губернатора Красноярского края, дата выхода газеты и номер страницы на которой размещены агитационные материалы |
| Наименование периодического печатного издания | Бондаренко Е.С. | Лымпио С.А. | Усс А.В. |
| Газета «Авангард»                             | 16.08.2018, 3 стр. | 06.09.2018, 3 стр. | 30.08.2018, 3 стр. |
| Газета «Ангарская правда»                     | № 35 за 24.08.2018, 5 полоса | № 36 за 31.08.2018, 5 полоса | № 37 за 07.09.2018, 5 полоса |
| Газета «Ангарский рабочий»                    | № 35 за 31.08.2018 9, 10 полоса | № 34 за 24.08.2018 9, 10 полоса | № 33 за 17.08.2018 9, 10 полоса |
| Газета «Вести»                                | № 34 за 24.08.2018 | № 33 за 17.08.2018 | № 35 за 31.08.2018 |
| Газета «Власть труда»                         | 16.08.2018, стр.6 06.09.2018, стр.6 | 23.08.2018, стр.6 06.09.2018, стр.6 | 30.08.2018, стр.6 06.09.2018, стр.6 |
| Газета «Вместе с вами»                        | 23.08.2018, 4 полоса 06.09.2018, 4 полоса | 30.08.2018, 4 полоса 06.09.2018, 4 полоса | 16.08.2018, 4 полоса 06.09.2018, 4 полоса |
| Газета «Вперёд»                               | 24.08.2018, стр.3 07.09.2018, стр.7 | 31.08.2018, стр.3 07.09.2018, стр.11 | 17.08.2018, стр.3 07.09.2018, стр.6 |
| Газета «Голос времени»                        | № 34 за 17.08.2018 11, 13 полоса | № 36 за 31.08.2018 11, 13 полоса | № 35 за 24.08.2018 11, 13 полоса |
| Газета «Голос Тюхтета»                        | № 34 за 23.08.2018, стр.13 № 35 за 30.08.2018, стр.12 | № 33 за 16.08.2018, стр. 12 № 35 за 30.08.2018 стр.13 | № 34 за 23.08.2018, стр.12 № 36 за 06.09.2018, стр.13 |
| Газета «Грани»                                | 17.08.2018, 6 полоса | 31.08.2018, 6 полоса | 24.08.2018, 6 полоса |
| Газета «Дзержинец»                            | № 34 за 24.08.2018 № 36 за 07.09.2018 | № 35 за 31.08.2018 3 36 за 07.09.2018 | № 33 за 17.08.2018 № 36 за 07.09.2018 |
| Газета «Емельяновские веси»                   | № 68 за 29.08.2018 16-17 полоса | № 64 за 15.08.2018 16-17 полоса | № 70 за 05.09.2018 16-17 полоса |
| Газета «Енисейская правда»                    | 30.08.2018, 6 полоса 06.09.2018, 6 полоса | 16.08.2018, 6 полоса 06.09.2018, 6 полоса | 23.08.2018, 6 полоса 06.09.2018, 6 полоса |
| Газета «Заря»                                 | 17.08.2018, стр.11 24.08.2018, стр.11 31.08.2018, стр.11 07.09.2018, стр.11 | 17.08.2018, стр.9 24.08.2018, стр.9 31.08.2018, стр.9 07.09.2018, стр.9 | 17.08.2018, стр.10 24.08.2018, стр.10 31.08.2018, стр.10 07.09.2018, стр.10 |
| Газета «Заря Енисея»                          | 23.08.2018, стр.13 06.09.2018, стр.12 | 23.08.2018, стр.12 06.09.2018, стр.13 | 16.08.2018, стр.12 30.08.2018, стр.13 |
| Газета «Земля Боготольская»                   | № 34 за 22.08.2018, стр.19 № 35 за 29.08.2018, стр19 | № 33 за 15.08.2018, стр.17 № 35 за 29.08.2018, стр.17 | № 34 за 22.08.2018, стр.18 № 36 за 05.09.2018, стр.18 |
| Газета «Знамя труда»                          | № 36 за 07.09.2018, стр.6 | № 36 за 07.09.2018, стр.3 | № 36 за 07.09.2018, стр.11 |
| Газета «Идринский вестник»                    | № 36 за 17.08.2018, стр.3 | № 36 за 17.08.2018, стр.3 | № 36 за 17.08.2018, стр.3 |
| Газета «Иланские вести»                       | 29.08.2018, стр.6 | 05.09.2018, стр.6 | 05.09.2018, стр.6 |
| Газета «Ирбейская правда»                     | № 34 за 24.08.2018 9 полоса | № 35 за 31.08.2018 9 полоса | № 36 за 07.09.2018 9 полоса |
| Газета «Канские ведомости»                    | № 33 за 15.08.2018 № 36 за 05.09.2018 | № 33 за 15.08.2018 № 34 за 22.08.2018 | № 33 за 15.08.2018 № 35 за 29.08.2018 |
| Газета «Красное знамя»                        | № 33 за 17.08.2018, стр.5 | № 35 за 31.08.2018, стр.4 | № 36 за 07.09.2018, стр.4 |
| Газета «Ленинская искра»                      | 06.09.2018, стр.11 | 30.08.2018, стр.11 | 23.08.2018, стр.11 |
| Газета «Манская жизнь»                        | № 35 за 30.08.2018, стр.6 | № 34 от 23.08.2018, стр.6 | № 33 за 16.08.2018, стр.6 |
| Газета «Маяк Севера»                          | 28.08.2018, стр.3, 4 | 21.08.2018, стр.3, 4 | 04.09.2018, стр.3, 4 |
| Газета «Наш Красноярский край»                | № 59 за 17.08.2018 полоса 21 № 61 за 24.08.2018 полоса 20 № 63 за 31.08.2018, полоса 20 № 65 за 07.09.2018 полоса 21                                                               | № 59 за 17.08.2018 полоса 20 № 61 за 24.08.2018 полоса 21 № 63 за 31.08.2018, полоса 20 № 65 за 07.09.2018 полоса 20                                                               | № 59 за 17.08.2018 полоса 20 № 61 за 24.08.2018 полоса 20 № 63 за 31.08.2018, полоса 21 № 65 за 07.09.2018 полоса 20                                                               |
| Газета «Нива»                                 | 06.09.2018, стр.11 | 30.08.2018, стр.11 | 23.08.2018, стр.11 |
| Газета «Новая жизнь»                          | 16.08.2018, стр.13 | 23.08.2018, стр.13 | 30.08.2018, стр.13 |
| Газета «Новое время»                          | № 34 за 25.08.2018, стр.2 | № 35 за 01.09.2018, стр.2 | № 33 за 18.08.2018, стр2 |
| Газета «Новый путь»                           | 05.09.2018, 3 полоса | 15.08.2018, 3 полоса | 29.08.2018, 3 полоса |
| Газета «Огни Енисея»                          | № 35 за 31.08.2018, стр.7 № 36 за 07.09.2018, стр.7 | № 33 за 17.08.2018, стр.7 № 36 за 07.09.2018, стр.7 | № 34 за 24.08.2018, стр.7 № 36 за 07.09.2018, стр.7 |
| Газета «Огни Сибири»                          | 22.08.2018, стр.14, 15 | 29.08.2018, стр.14, 15 | 15.08.2018, стр.14, 15 |
| Газета «Победа»                               | 17.08.2018 3 полоса 07.09.2018 3 полоса | 24.08.2018 3 полоса 07.09.2018 3 полоса | 31.08.2018, 3 полоса 07.09.2018 3 полоса |
| Газета «Пригород»                             | № 35 за 23.08.2018 № 37 за 06.09.2018 | № 34 за 16.08.2018 № 37 за 06.09.2018 | № 36 за 30.08.2018 № 37 за 06.09.2018 |
| Газета «Присаянье»                            | № 35 за 30.08.2018, стр.6 | № 34 за 23.08.2018, стр.6 | № 33 за 16.08.2018, стр.6 |
| Газета «Причулымский вестник»                 | № 34 за 22.08.2018, полоса 23 | № 36 за 05.09.2018 полоса 23 | № 35 за 29.08.2018 полоса 23 |
| Газета «Рабочий»                              | 23.08.2018, стр.6 | 30.08.2018, стр.30.08.2018 | 06.09.2018, стр.6 |
| Газета «Регион»                               | 16.08.2018, стр.5 30.08.2018, стр.5 06.09.2018, стр.5 | 23.08.2018, стр.5 30.08.2018, стр.5 06.09.2018, стр.5 | 16.08.2018, стр.5 23.08.2018, стр.5 06.09.2018, стр.5 |
| Газета «Сельская жизнь»                       | № 35 за 24.08.2018, стр.4 | № 34 за 17.08.2018, стр.4 | № 36 за 31.08.2018, стр.4 |
| Газета «Сельская новь»                        | 31.08.2018 | 24.08.2018 | 07.09.2018 |
| Газета «Сельский труженик»                    | 17.08.2018 | 31.08.2018 | 24.08.2018 |
| Газета «Сибирский хлебороб»                   | 06.09.2018 | 23.08.2018 | 30.08.2018 |
| Газета «Советское Приангарье»                 | 12.08.2018, стр.14 19.08.2018, стр.13 26.08.2018, стр.15 02.09.2018, стр.15 | 12.08.2018, стр.13 19.08.2018, стр.14 26.08.2018, стр.13 02.09.2018, стр.13 | 12.08.2018, стр.15 19.08.2018, стр.15 26.08.2018, стр.14 02.09.2018, стр.14 |
| Газета «Советское Причулымье»                 | № 33 за 15.08.2018, стр.8 № 34 за 22.08.2018, стр.9 | № 34 за 22.08.2018, стр.8 № 35 за 29.08.2018, стр.9 | № 33 за 15.08.2018, стр.9 № 35 за 29.08.2018, стр.8 |
| Газета «Тубинские вести»                      | 22.08.2018, стр.13 | 15.08.2018, стр.13 | 05.09.2018, стр.13 |
| Газета «Эхо Турана»                           | 24.08.2018, стр.3 07.09.2018, стр.3 | 17.08.2018, стр.3 07.09.2018, стр.3 | 31.08.2018, стр.3 07.09.2018, стр.11 |

## Кандидаты
| Кандидат         | Год рождения | Должность (на момент выдвижения)                                | Партия              | Статус                                                                                                   | Кандидаты в Совет Федерации                     |
| ---------------- | ------------ | --------------------------------------------------------------- | ------------------- | --- | ----------------------------------------------- |
| Егор Бондаренко  | 1984         | Депутат Законодательного Собрания Красноярского края            | ЛДПР                | Зарегистрирован                                                                                          | Александр Глисков Павел Семизоров Алексей Кулеш |
| Александр Лымпио | 1986         | Помощник депутата Законодательного Собрания Красноярского края  | Справедливая Россия | Зарегистрирован                                                                                          |                                                 |
| Иван Серебряков  | 1978         | Депутат Законодательного Собрания Красноярского края            | Патриоты России     | Отказано в регистрации (Недостаточное число собранных подписей (126 из 298) и неполный пакет документов) |                                                 |
| Александр Усс    | 1954         | Временно исполняющий обязанности Губернатора Красноярского края | Единая Россия       | Зарегистрирован                                                                                          | Андрей Клишас Юрий Швыткин Любовь Елизарьева    |

КПРФ планировала выдвинуть кандидатом в губернаторы участника президентских выборов Павла Грудинина, но позже решила отказаться от участия в выборах.

## Биографии кандидатов, включённых в избирательный бюллетень
Бондаренко Егор Сергеевич
Родился 17 августа 1984 года в городе Красноярск-26 (ныне – город Железногорск Красноярского края). Окончил финансово-экономический факультет Сибирского государственного аэрокосмического университета им. М.Ф. Решетнева (2007). С 2008 по 2009 год работал ведущим специалистом-экономистом отдела поддержки предпринимательства и развития территории Управления экономики и планирования администрации ЗАТО г. Железногорск. С 2010 по 2011 год работал в региональных налоговых органах. В 2011 году занял пост заместителя гендиректора негосударственного экспертного учреждения дополнительного профессионального образования «Экспертно-аналитический центр». В 2015 году избран в Совет депутатов Железногорска. Входил в состав комиссии по вопросам экономики, собственности и ЖКХ, а также комиссии по социальным вопросам. В 2016 году стал заместителем председателя железногорского отделения ЛДПР. В сентябре 2016 года избран депутатом Законодательного Собрания Красноярского края, вошел в комитеты по строительству и ЖКХ, государственному устройству, законодательству и местному самоуправлению.
Лымпио Александр Сергеевич
Родился 26 мая 1986 года в Канске (Красноярский край). Окончил Сибирский государственный технологический университет (2008). В 2007 году вступил в партию «Справедливая Россия», в настоящее время секретарь бюро совета регионального отделения. Является помощником депутата законодательного собрания Красноярского края.
Усс Александр Викторович
Родился 3 ноября 1954 года в деревне Новогородка Красноярского края. Окончил юрфак Красноярского госуниверситета (КГУ, 1976). Доктор юридических наук. В 1976–1981 годах — стажер-исследователь, аспирант Томского государственного университета. С 1981 по 1993 год — ассистент, затем старший преподаватель, доцент кафедры уголовного права и криминалистики КГУ. В 1986–1988 годах занимался научной работой в немецком Институте иностранного и международного уголовного права имени Макса Планка. С 1993 года — начальник правового управления администрации Красноярского края. В 1995–1997 годах — заместитель главы краевой администрации. В декабре 1997 года избран депутатом законодательного собрания края, с января 1998 года — председатель заксобрания (переизбирался и сохранял пост председателя до 2017 года). До 2002 года — член Совета федерации, входил в комитет СФ по международным делам. В 2002 году баллотировался на выборах губернатора Красноярского края, но проиграл Александру Хлопонину, набрав во втором туре 42% голосов. 29 сентября 2017 года назначен временно исполняющим обязанности губернатора Красноярского края. Член президиума регионального политсовета партии «Единая Россия», член Совета по внешней и оборонной политике РФ. Входит в президиум Ассоциации юристов России. Президент Сибирского федерального университета, действительный член Европейской академии наук и искусств. Награжден орденом «За заслуги перед Отечеством» IV степени.

## Результаты
| Место                       | Место                       | Кандидат                    | Партия                      | Голосов   | %       |
| --------------------------- | --------------------------- | --------------------------- | --------------------------- | --------- | ------- |
|                             | 1.                          | Александр Усс               | Единая Россия               | 356 820   | 60,19 % |
|                             | 2.                          | Егор Бондаренко             | ЛДПР                        | 138 364   | 23,34 % |
|                             | 3.                          | Александр Лымпио            | Справедливая Россия         | 73 037    | 12,32 % |
| Действительных бюллетеней   | Действительных бюллетеней   | Действительных бюллетеней   | Действительных бюллетеней   | 568 221   | 95,86 % |
| Недействительных бюллетеней | Недействительных бюллетеней | Недействительных бюллетеней | Недействительных бюллетеней | 24 566    | 4,14 %  |
| Всего                       | Всего                       | Всего                       | Всего                       | 592 787   | 100 %   |
|                             |                             |                             |                             |           |         |
| Явка                        | Явка                        | Явка                        | Явка                        | 593 491   | 28,94 % |
| Общее число избирателей     | Общее число избирателей     | Общее число избирателей     | Общее число избирателей     | 2 050 793 |         |

## Инаугурация избранного Губернатора
Согласно статьи 87 Устава Красноярского края:
1. Губернатор края вступает в должность в торжественной обстановке в присутствии депутатов Законодательного Собрания края, представителей органов местного самоуправления и общественности.
2. Церемония вступления Губернатора края в должность проходит в определенный Законодательным Собранием края день не позднее 21 дня со дня определения окончательных результатов соответствующих выборов и включает принесение им присяги следующего содержания:
"Клянусь при осуществлении полномочий Губернатора Красноярского края соблюдать Конституцию Российской Федерации, федеральные законы, Устав Красноярского края и законы Красноярского края, уважать и охранять права и свободы человека и гражданина, защищать интересы жителей Красноярского края, честно и добросовестно исполнять возложенные на меня обязанности, приложить все свои силы и знания на благо Красноярского края.".
3. Гражданин Российской Федерации, избранный Губернатором края, считается вступившим в должность Губернатора края с момента принесения им присяги.
21 сентября 2018 года в 12:00 в Большом концертном зале города Красноярска по адресу: площадь Мира, здание 1, прошла процедура инаугурации (торжественного вступления в должность) избранного Губернатора Красноярского края - Усса Александра Викторовича.
Подробный сюжет об этом вышел в новостях красноярской телекомпании «Афонтово», который доступен для просмотра по адресу: https://www.youtube.com/watch?v=hSzQb7WlC0c